# Кошек-батыр
Кошек-баты́р (каз. Көшек Батыр) или Кошек Карасайулы́ (каз. Көшек Қарасайұлы; 1620 — около 1652) — казахский полководец и батыр, один из сподвижников Есим-хана и Салкам Жангир-хана в борьбе с джунгарским нашествием.
Родился и вырос в нижнем течении реки Талас. Его отцом был Карасай Алтынайулы, более известный как Карасай-батыр, героя казахско-джунгарских войн. Летним пастбищем Кошек-батыра был высокий холм у подножья Тектурмаса, ещё при его жизни прозванный в народе Кошек-холм. По преданиям, Кошек-батыр-хан стал героем. Предположительно, титул хана ему дал сам Есим-хан. Прославился Кошек-батыр во время отражения нашествия Батыра Контайши. Укрепляя крепость Тектурмас, Кошек-батыр объединился с соседними киргизами и дал отпор вражеским войскам. В 1643 году в Кенгире близ Андасая Кошек-батыр отличился храбростью в бою, когда атаковал пятитысячное войско Батыр-хана Джангир-хана. Его воины принимали участие во всех боях от Таласа до Или и сыграли важную роль в победе.
Кошек-батыр известен многочисленными победами над вражескими героями. Так, в битве у реки Талас Кошек-батыр сразился с джунгарским батыром Каражаром и победил его. В битве у подножия Тектурмаса он победил с другого джунгарского батыра по имени Карадонг. Кошек-батыр также сражался с Оншаном и победив его, якобы, взял клятву с Оншана не воевать с казахами и вернуться в свою страну.
Кошек-батыр героически погиб в возрасте 32 лет в одном из жестоких боёв после гибели Салкама Жангира. Тело Кошек-батыра было захоронено на вершине Кошек-холма.

## Память
24 декабря 1999 года Государственная ономастическая комиссии при Правительстве Республики Казахстан приняло решение переименовать в честь героя село Кызылжар в Кенесском сельском округе Таласского района Жамбылской области, расположенное в 145 километрах к северу от районного центра, в долине реки Талас. Также в честь Кошек-батыра названы улицы в городах Тараз, Астане и Каскелен. В 2000 году при активной поддержке Фонда Кошек-батыра и общественности, а также его потомков в селе Кошек-батыр, на вершине холма по дороге на Ушарал, был построен мавзолей героя. Мавзолей Кошек-батыра включён в список региональных сакральных объектов Казахстана в рамках проекта «Духовные святыни Казахстана» («Сакральная география»).